# The Purple Night
The Purple Night è un cortometraggio muto del 1915 diretto da Stanner E.V. Taylor.

## Produzione
Il film fu prodotto dalla Knickerbocker Star Features (Balboa Amusement Producing Company). Venne girato a Long Beach, cittadina californiana dove la casa di produzione aveva la sua sede.

## Distribuzione
Distribuito dalla General Film Company, il film - un cortometraggio in tre bobine - uscì nelle sale cinematografiche statunitensi il 15 settembre 1915.